# Plage de l'île Saint-Joseph
La plage de l'île Saint-Joseph est une plage de coquillages et de rochers située sur l'île Saint-Joseph, une île de l'archipel des Îles du Salut qui dépendent de Cayenne dans le département de la Guyane.

## Géographie
La plage se situe sur l'île Saint-Joseph, au large de Kourou, dans l'archipel des îles du Salut qui dépendent de la commune de Cayenne. Il s'agit de la seule plage présente sur l’archipel des îles du Salut.